# Matthias Kuhle

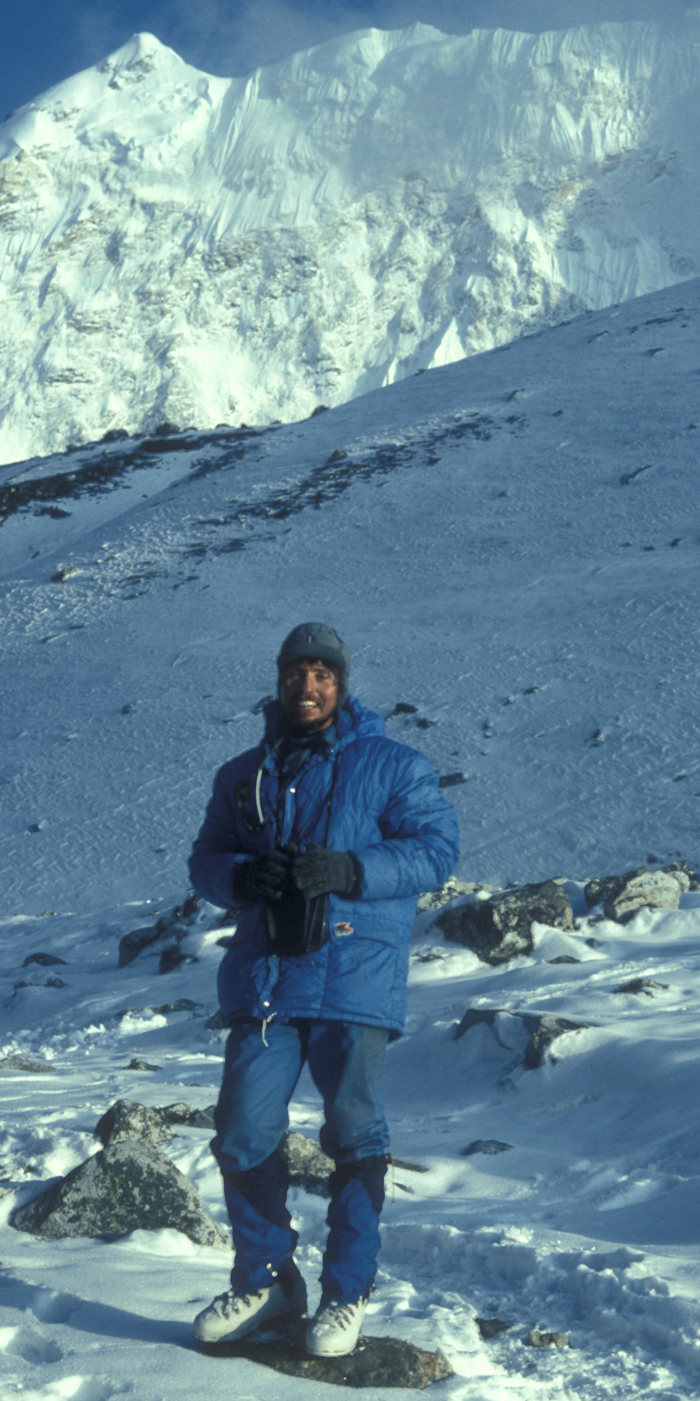
Matthias Kuhle

Matthias Kuhle (* 20. April 1948 in Berlin; † 25. April 2015 bei Yaruphant, Nepal) war ein deutscher Geomorphologe und Professor für Geographie an der Universität Göttingen.

## Leben
Kuhle studierte Germanistik, Geographie und Philosophie an der Freien Universität Berlin und beendete das Studium 1972 mit dem Staatsexamen. 1975 wurde er zum Dr. rer. nat. an der Universität Göttingen mit der Fächerkombination Geographie, Geologie, Philosophie und einer Monographie über die Geomorphologie südostiranischer Gebirge promoviert. Es folgte 1980 die Habilitation im Fach Geographie mit der Monographie Der Dhaulagiri- und Annapurna-Himalaja – Ein Beitrag zur Geomorphologie extremer Hochgebirge. 1983 wurde er zum Professor für Geographie an der Universität Göttingen ernannt und erhielt dort 1990 die Professur für Geographie und Hochgebirgsgeomorphologie.
Die Forschungsregionen von Kuhle waren die Gebirge Hoch- und Zentralasiens, der Anden und der Arktis. Seit 1973 unternahm er zahlreiche wissenschaftliche Expeditionen von mehrmonatiger Dauer.
Kuhles Schwerpunkte lagen auf der Gebirgsgeomorphologie und -ökologie, insbesondere der Periglazial- und Glazialgeomorphologie, der Klimatologie, der Quartärforschung (unter Einbeziehung von Paläoklimatologie und Glaziologie) sowie – fachlich etwas entfernt – der Wissenschaftstheorie.
Seine Arbeit konzentrierte sich auf die Rekonstruktion der eiszeitlichen Gletscherbedeckung in Hoch- und Zentralasien. Das Ergebnis von zusammen mehr als sechsjährigen Geländeanalysen, die in zahlreichen Untersuchungsgebieten durchgeführt wurden, ist der Nachweis einer eiszeitlichen Inlandeisbedeckung Tibets und seiner einfassenden Gebirge. Diese wurde durch eine plattentektonisch bedingte Hebung Hochasiens bis über die Schneegrenze verursacht. Eine weiterführende Eiszeitentstehungstheorie leitete Kuhle aus diesen empirischen Befunden sowie seinen Globalstrahlungs- und Albedomessungen auf in großer Höhe gelegenen Schutt- und Eisflächen ab. Sie basiert auf jener etwa 2,4 Millionen Quadratkilometer großen subtropischen Gletscherbedeckung, welche die heutige global sehr wirksame Aufheizfläche Hochasiens während der Eiszeit in eine ebenso wirksame Abkühlungsfläche verändert hat.
Am 25. April 2015 war Kuhle in Nepal mit einem wissenschaftlichen Mitarbeiter und einer Gruppe von 15 Studierenden am Manaslu-Massiv im Tal des Flusses Budhigandaki auf dem Weg zwischen den Dörfern Jagat und Dobhan, als er bei einem schweren Erdbeben durch Steinschlag getötet wurde.

## Publikationen (Auswahl)
Kuhle hat über 80 Fachbücher und Artikel in wissenschaftlichen Zeitschriften publiziert.
Geographie:
- Kuhle, M. (1976): Beiträge zur Quartärgeomorphologie SE-Iranischer Hochgebirge. Die quartäre Vergletscherung des Kuh-i-Jupar. Göttinger Geographische Abhandlungen 67, Bd. I: 1-209; Bd. II: 1–105.
- (1982): Der Dhaulagiri- und Annapurna-Himalaya. Ein Beitrag zur Geomorphologie extremer Hochgebirge. Zeitschrift für Geomorphologie Supplement 41 (Suppl. Bd.), Bd. I (Text): 1-229; Bd. II (Abb.): 1–183 und Geomorph. Karte 1:85 000.
- Kuhle, M. (1985): Gebirgslandschaften: Formationen in Fels, Schutt und Eis. Göttingen. ISBN 3-88452-814-9
- (1991): Glazialgeomorphologie. Darmstadt, Wissenschaftliche Buchgesellschaft. 1–213. ISBN 3-534-06892-0
- Kuhle, M., Roesrath, C. (1990): Geographie und Geologie der Hochgebirge. Alpinlehrplan. ISBN 3-405-13604-0
- (1998): Reconstruction of the 2.4 Million qkm Late Pleistocene Ice Sheet on the Tibetan Plateau and its Impact on the Global Climate. Quaternary International 45/46, 71–108 (Erratum: Vol. 47/48:173-182 (1998) included)
- (1999): The Uplift of Tibet above the Snowline and its Complete Glaciation as Trigger of the Quaternary Ice Ages – A Hypothesis for the Ice Age Development. – Geological Society of America (GSA) Publications 31, 141
- (2004): The High Glacial (Last Ice Age and LGM) ice cover in High and Central Asia. Development in Quaternary Science 2c (Quaternary Glaciation – Extent and Chronology, Part III: South America, Asia, Africa, Australia, Antarctica, Eds: Ehlers, J.; Gibbard, P.L.), 175–199, Elsevier B.V., Amsterdam
- Kuhle, M., Kuhle, S. (2010): Review on Dating methods: Numerical Dating in the Quaternary of High Asia. In: Journal of Mountain Science (2010) 7: 105–122.
- (2011): The High Glacial (Last Ice Age and Last Glacial Maximum) Ice Cover of High and Central Asia, with a Critical Review of Some Recent OSL and TCN Dates. Development in Quaternary Science, Vol. 15 (d, Quaternary Glaciation - Extent and Chronology, A Closer Look, Eds: Ehlers, J.; Gibbard, P.L.; Hughes, P.D.), 943-965. (Elsevier B.V., Amsterdam).
- (2013): The uplift of High Asia above the snowline and its Glaciation as an albedo-dependent cause of the Quaternary ice ages. Nova Science Publishers Inc., New York, 1–240. Additional e-books in this series with color graphics can be found on Novas website under the e-book tab.

Wissenschaftstheorie:
- Kuhle, M., Kuhle, S. (2003): Kants Lehre vom Apriori in ihrem Verhältnis zu Darwins Evolutionstheorie. Kant-Studien. Philosophische Zeitschrift der Kant-Gesellschaft 94 (2, Eds: Funke, G.; Baum, M.; Dörlinger)
- (2009): Kalkül und Information – das Verknüpfungsproblem bei Kant, Chomsky und Fodor. Kant-Studien. Philosophische Zeitschrift der Kant-Gesellschaft 100 (2, Eds: Funke, G.; Baum, M.; Dörflinger, B.; Seebohm, T.), 241–261. (Berlin, New York)
- (2010): Connecting Information with Scientific Method: Darwin’s Significance for Epistemology. In: Journal for the General Philosophy of Science (J Gen Philos Sci) Vol. 41, No. 2, 333–357 doi:10.1007/s10838-010-9140-y